# Nekrilate žuželke
Nekrilate žuželke (znanstveno ime Apterygota) so podrazred žuželk. Od drugih žuželk se ločijo po majhni velikosti in odsotnosti kril, na zadku pa imajo različne izrastke, podobne repu - terminalni filum in par cerkov. Preobrazbe običajno ni ali pa je le rahlo nakazana (pravimo, da so te živali ametabolne), zato so ličinke podobne odraslim, le da so manjše. Te žuželke se levijo tudi po tistem ko dosežejo spolno zrelost.
Najstarejši znani fosil uvrščamo v obdobje devona, pred 417-354 milijoni let. Domnevajo, da so se iz ene od skupin nekrilatih žuželk razvile vse krilate žuželke, zato se v sodobni filogenetski klasifikaciji ta razdelitev opušča.